# ADB-FUBICA
ADB-FUBICA是一种含氮有机氟化合物，分子式C
22H
24FN
3O
2，能作为大麻素受体的激动剂，其对CB1和CB2的EC50分别为2.6 nM和3.0 nM。